# Coco Martin
Rodel Pacheco Nacianceno (1 de novembre de 1981, Quezon City, Filipines), coneguda artísticament com a Coco Martin, és un actor, comediant, i cantant ocasional filipí. És conegut per haver fet papers principals a Walang Hanggan, Juan de la Cruz i Ang Probinsyano.
Abans de començar d'entrar en el món de l'espectacle va treballar al Canadà per donar suport econòmic a la seva família. Va ser descobert pel productor Brillante Mendoza, que va donar-li papers a diverses pel·lícules de gran èxit, entre les quals Masahista (2005) i Kinatay (2009), premiada al Festival de Canes.